# If de l'Ouest
Taxus brevifolia
Espèce
Classification phylogénétique
Statut de conservation UICN

 NT  : Quasi menacé
L'If de l'Ouest ou If du Pacifique (Taxus brevifolia) est un conifère originaire du nord-ouest de l'Amérique du Nord au Canada et aux États-Unis.

## Habitat
L'arbre est présent du sud de l'Alaska jusqu'au centre de la Californie en général au niveau des chaînes montagneuses côtières proches de l'océan Pacifique bien qu'il soit présent jusqu'en Alberta plus à l'est.

## Descriptions
L'If de l'Ouest atteint en général une taille comprise entre 10 et 15 mètres bien qu'il atteigne parfois 20 mètres. Le diamètre du tronc dépasse rarement 50 centimètres. L'arbre pousse très lentement. Son écorce,  brune et écailleuse, entoure une fine couche blanche alors que l'intérieur du tronc est plus sombre avec une coloration variant de brun à magenta/pourpre. Les feuilles sont lancéolées, vert foncé, font 3 centimètres de long pour 2 à 3 millimètres de large.
L'arbre produit des arilles, c'est-à-dire des enveloppes charnues de couleur rouge qui contiennent chacune une seule graine de 4 à 7 mm de long. Ils sont matures six à neuf mois après la pollinisation. Appréciés par de nombreux oiseaux, ils sont dispersés par ceux-ci.

## Utilisation
L'arbre contient une substance (paclitaxel)  utilisée en chimiothérapie dans le traitement  du cancer du poumon, du cancer de l'ovaire  et du cancer du sein.

## Galerie

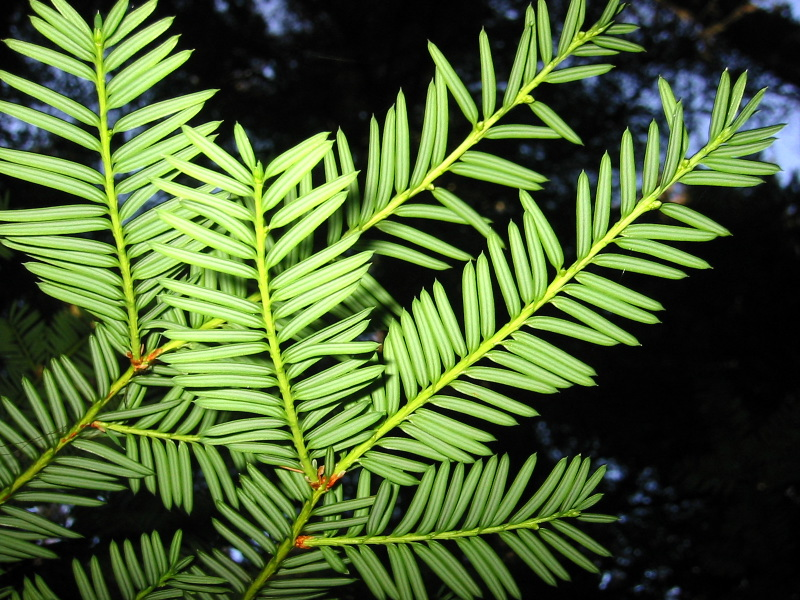
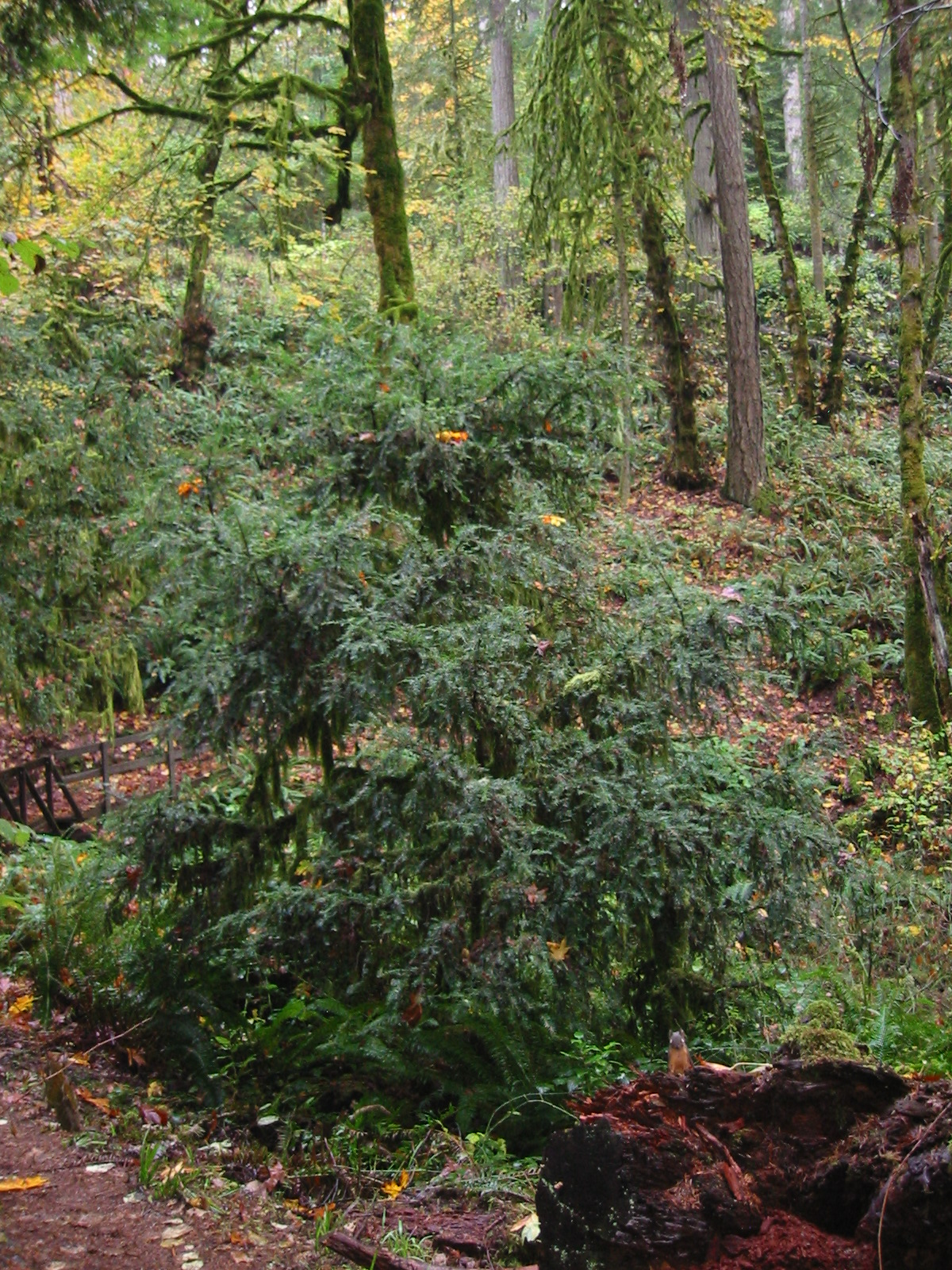
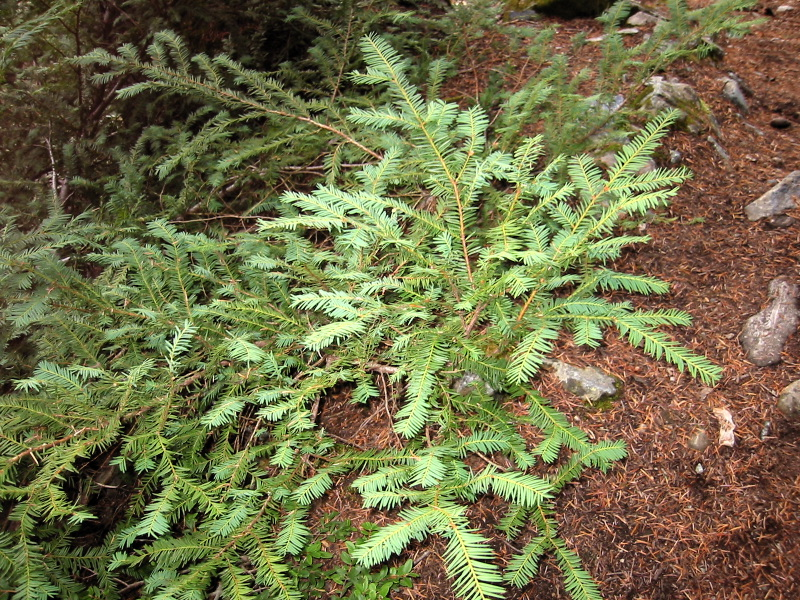
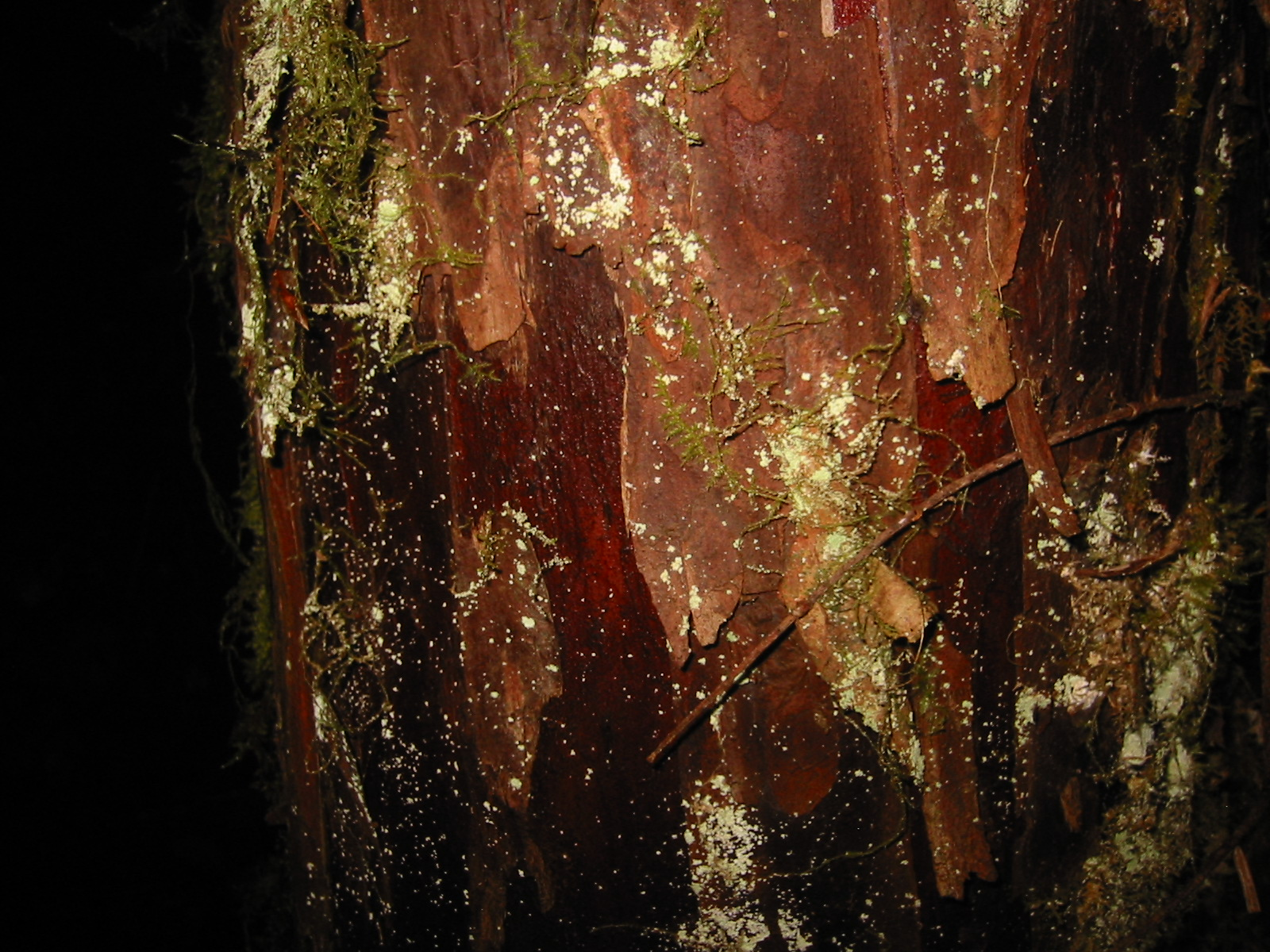